# アナコルテス (ワシントン州)
アナコルテス（Anacorte）は、アメリカ合衆国ワシントン州スカジット郡の都市である。人口は1万7637人（2020年）。

## 地理・気候
アナコルテスはセイリッシュ海に面している。座標は、北緯48度30分7秒、西経122度37分25秒。
アメリカ合衆国統計局によると、総面積36.7 km2 (14.2 mi2) である。このうち30.5 km2 (11.8 mi2) が陸地であり、6.2 km2 (2.4 mi2) (16.93%) が水地である。
- 山:
- 河川:
- その他:

## 人口
2000年国勢調査では、人口16,300人、6,086世帯、4,162家族が暮らしている。人口密度は477.1/km2 (1,236.0/mi2) である。214.7/km2 (556.2/mi2) の平均的な密度に6,551軒の住宅が建っている。この都市の人種的な構成は白人92.66%、アフリカン・アメリカン0.32%、ネイティブ・アメリカン1.14%、アジア1.64%、太平洋諸島系0.13%、その他の人種1.48%、混血2.63%である。この人口の3.15%はヒスパニックまたはラテン系である。
全世帯のうち、18歳未満の子供と同居している世帯が28.3%、夫婦のみの世帯が56.2%、未婚女性の世帯が9.3%であり、31.6%は家族を持たない。個人名義の世帯主が26.6%、そのうち65歳以上が13.9%である。世帯ごとの平均人数は2.37人、家族ごとの平均人数は2.84人である。
18歳未満の未成年が23.4%、18歳以上24歳以下が5.5%、25歳以上44歳以下が24.8%、45歳以上64歳以下が25.5%、65歳以上が20.8%、平均年齢は43歳である。女性100人に対して男性は93.4人である。18歳以上の女性100人に対して男性は90.4人である。
この都市の世帯ごとの平均的な収入は41,930 USドルであり、家族ごとの平均的な収入は49,531 USドルである。男性は38,080 USドルに対して女性は27,080 USドルの平均的な収入がある。この都市の一人当たりの収入 (per capita income) は22,297 USドルである。人口の6.0%及び家族の7.7%は貧困線以下である。全人口のうち18歳未満の7.4%及び65歳以上の7.1%は貧困線以下の生活を送っている。

## 交通
ワシントン州営フェリーのターミナルがある。